# Solanum pelagicum
Solanum pelagicum är en potatisväxtart som beskrevs av Lynn Bohs. Solanum pelagicum ingår i släktet skattor som ingår i familjen potatisväxter. Inga underarter finns listade i Catalogue of Life.